# Helen Fieldingová
Helen Fieldingová (* 19. února 1958 Morley, West Yorkshire, Velká Británie) je britská spisovatelka.

## Život
Helen Fieldingová je anglická spisovatelka a scenáristka, která se nejvíce proslavila příběhem single třicátnice Bridget Jonesové, která se snaží najít smysl života a lásku.
Knihy Deník Bridget Jonesové a Bridget Jonesová: S rozumem v koncích byly publikovány ve čtyřiceti zemích světa a prodalo se více než 15 milionů výtisků. Filmy se stejným názvem dosáhly světového úspěchu.
The Guardian jmenoval Deník Bridget Jonesové jako jeden z deseti románů, které nejlépe definují 20. století.
V listopadu 2012 Helen Fieldingová oznámila, že začala psát třetí díl série Bridget Jonesové - Bridget Jonesová: Láskou šílená. V Anglii a USA vyšla kniha na podzim 2013. V Čechách vyšla kniha v září 2014 v nakladatelství XYZ.

## Biografie
Helen Fieldignová vyrůstala v Morley (West Yorkshire), v městečku zaměřeném na textilní průmysl na severu Anglie. S rodinou bydlela vedle továrny na hornické oblečení, kde byl její otec generálním ředitelem. Otec zemřel v roce 1982 a její matka, Nellie, stále žije v hrabství Yorkshire. Helen navštěvovala dívčí střední školu a má tři sourozence, Jane, Davida a Richarda. Vystudovala angličtinu na St. Anne College v Oxfordu a byla součástí Oxford revue na festivalu v Edinburghu roku 1978, ze které vzniklo stále trvající přátelství se skupinou komiků, umělců a spisovatelů, včetně Richarda Curtise a Rowana Atkinsona.
V roce 1979 začala Helen pracovat v BBC v magazínu Nationwide. Dále pracovala jako vedoucí různých dětských a zábavních show. V roce 1985 produkovala živé vysílání z uprchlického tábora ve východním Súdánu. Dále psala a produkovala dokumentární filmy o Africe. Tyto zkušenosti se staly základem pro její první román, Cause Celeb.
V letech 1990 - 1999 pracovala jako novinářka pro několik periodik jako např.: The Sunday Times, The Independent a The Telegraph. Její nejznámější román, Deník Bridget Jonesové, začal vycházet jako sloupek právě v The Independent. Sloupek byl tak úspěšný, že z něj vznikly dvě knihy a později i filmy, na kterých se Fieldingová významně podílela.
Nyní Helen Fieldingová dělí svůj čas mezi Londýn a Los Angeles. Se svým, nyní už exmanželem, Kevinem Curranem (spisovatelem a výkonným producentem The Simpsons) má dvě děti - Dashiell a Romy.

## Souhrn díla
- 1994 – Cause Celeb
- 1996 – Deník Bridget Jonesové
- 1999 – Bridget Jonesová: S rozumem v koncích
- 2013 – Bridget Jonesová: Láskou šílená